# Prai Kalala
Prai Kalala is een bestuurslaag in het regentschap Oost-Soemba van de provincie Oost-Nusa Tenggara, Indonesië. Prai Kalala telt 439 inwoners (volkstelling 2010).